# Rajd San Remo 1970
Rajd San Remo 1970 (1. Sanremo-Sestriere - Rally d'Italia) – rajd samochodowy rozgrywany we Włoszech od 4 do 8 marca 1970 roku. Była to trzecia runda Międzynarodowych Mistrzostw Producentów w roku 1970. Rajd został rozegrany na nawierzchni asfaltowej. 

## Wyniki końcowe rajdu[1]
| Msc. | Kierowca           | Pilot               | Samochód                   | Czas      | Strata   |
| ---- | ------------------ | ------------------- | -------------------------- | --------- | -------- |
| 1.   | Jean-Luc Thérier   | Marcel Callewaert   | Alpine-Renault A110 1600   | 13:30.5   | -        |
| 2.   | Harry Källström    | Gunnar Häggbom      | Lancia Fulvia 1.6 Coupé HF | 17:10.7   | +3:40.2  |
| 3.   | Jean Vinatier      | Jean-François Jacob | Alpine-Renault A110 1600   | 26:40.0   | +13:09.5 |
| 4.   | Tom Trana          | Sölve Andreasson    | Saab 96 V4                 | 29:56.0   | +16:25.5 |
| 5.   | Giorgio Pianta     | Kuster              | Lancia Fulvia 1.6 Coupé HF | 35:46.0   | +22:15.5 |
| 6.   | Alberto Smania     | Giuseppe Zanchetti  | Fiat 125 S                 | 47:39.7   | +34:09.2 |
| 7.   | Giuseppe Ceccato   | Helmut Eisendle     | Fiat 125 S                 | 50:13.5   | +36:43.0 |
| 8.   | Håkan Lindberg     | Arne Hertz          | Saab 96 V4                 | 52:10.0   | +38:39.5 |
| 9.   | Alcide Paganelli   | Ninni Russo         | Fiat 124 Spider            | 58:08.4   | +44:37.9 |
| 10.  | Ferdinando Tecilla | Bruno Scabini       | Fiat 125 S                 | 1:01:19.0 | +47:48.5 |